# Giovanna Rivero
Giovanna Rivero (Montero, 1972) es una novelista y cuentista boliviana, pertenece a los escritores más exitosos de ficción contemporánea de Bolivia.

## Biografía
Nació en Montero, Santa Cruz, Rivero fue premiada con el Premio Municipal de Santa Cruz de Literatura en 1997 por su colección de cuentos Las bestias. En 2005, recibió el Premio en Cuentos Franz Tamayo por La Dueña de nuestros sueños. En 2004, participó en el Programa de Escritura de Iowa en la Universidad de Iowa y en 2006 fue premiada con la beca Fulbright que le permitió obtener una maestría en literatura latinoamericana de la Universidad de Florida. Ella pasó a recibir un doctorado en la misma universidad en 2014. En 2011, fue uno de los 25 nuevos talentos latinoamericanos elegidos por la Feria del Libro de Guadalajara de México.

Comentando sobre su novela, 98 segundos sin sombra, Fernando Iwasaki de El Mercurio comentó:
"Giovanna Rivero escribe buena prosa, es capaz de crear personajes poderosos. Con [esta obra] se ha añadido a su nombre en el libro de la literatura latinoamericana." 
La novela ha sido publicada por la editorial española Caballo de Troya, contribuyendo al creciente éxito internacional de Rivero.
Además de escribir novelas y cuentos, Rivero es una habitual colaboradora de periódicos locales y nacionales. También enseña semiótica y periodismo en la Universidad Privada de Santa Cruz de la Sierra.

## Publicaciones

### Novelas
- 2001:Las camaleonas, novela
- 2008: Tukzon, historias colaterales, novela
- 2011: Helena 2022: La vera crónica de un naufragio en el tiempo; literatura juvenil
- 2014: 98 segundos sin sombra, novela
- 2015: Lo mas oscuro del bosque; literatura juvenil
- 2020: Ana Bolena, novela histórico-biográfica (Colección Mujeres Poderosas)
- 2022: Roxelana, novela histórico-biográfica (Colección Mujeres Poderosas)
- 2025: Alma oscura del alba, novela

### Colecciones de cuento
- 1994:  Nombrando el eco, cuento
- 1997:  Las bestias, cuento
- 2002:  La dueña de nuestros sueños, historia para niños
- 2005: Contraluna, cuento
- 2006: Sangre dulce, cuento
- 2009: Niñas y detectives, cuento
- 2015: Para comerte mejor, cuento
- 2020: Tierra fresca de su tumba, cuento
- 2025: Un resplandor, cuento